# Lino Diana
Lino Diana (Boville Ernica, 29 settembre 1942) è un politico italiano.

## Biografia
Laureato in giurisprudenza, avvocato. Esponente ciociaro della Democrazia Cristiana, viene eletto alla Camera dei deputati alle elezioni politiche del 1992. Allo scioglimento della DC aderisce al Partito Popolare Italiano, con cui viene eletto al Senato alle elezioni del 1994 e poi a quelle del 1996. Conclude il proprio mandato parlamentare nel 2001.